# (17445) Avatcha
(17445) Avatcha (1989 YC5) – planetoida z pasa głównego asteroid okrążająca Słońce w ciągu 5,63 lat w średniej odległości 3,16 j.a. Odkrył ją belgijski astronom Eric Walter Elst 28 grudnia 1989 roku.